# Danielle Marcano
Danielle Julia Marcano (nacida el 20 de agosto de 1997) es una futbolista profesional estadounidense que juega como delantera en el Fenerbahçe SK de la Superliga de fútbol femenino de Turquía.

## Primeros años de vida
Danielle Julia Marcano nació en Red Bank, Nueva Jersey, Estados Unidos, el 20 de agosto de 1997, hija de Michael Marcano y su esposa Lora. Tiene un hermano mayor, Ryan, que también jugó fútbol universitario.
Marcano asistió a la Escuela Cristiana Greater Atlanta privada en Norcross, Georgia, donde anotó 70 goles para su equipo de la escuela secundaria. Fue nombrada Jugadora de fútbol femenino del año de la Georgia High School Association (GHSA) en 2014 y 2015. Entre 2015 y 2018, Marcano estudió psicología en la Universidad de Tennessee.

## Carrera universitaria
Marcano jugó fútbol universitario con los Tennessee Volunteers de 2015 a 2018 con 76 apariciones en total, anotando 16 goles, incluidos seis ganadores del juego, y dando siete asistencias.
Inicialmente lateral, Marcano pasó a ser delantera en 2017. Durante la primera ronda del torneo de la División I de la NCAA de 2017, anotó el gol de la victoria contra Murray State en el minuto 60 después de salir de la banca para reemplazar a la máxima anotadora de Lady Vols, Khadija Shaw, quien se lesionó en los primeros tres minutos.
Durante el torneo de fútbol femenino de la División I de la NCAA de 2018, Marcano anotó dos veces contra la Universidad de Arizona, incluido el gol de la victoria con 55 segundos restantes en el juego, enviando a la Universidad de Tennessee a los Sweet 16 por primera vez desde 2007. En la tercera ronda, Marcano anotó dos veces nuevamente, esta vez contra Texas A&M, el No. 16 del ranking, lo que ayudó a enviar a UT a los cuartos de final de la NCAA por primera vez en la historia. Fue nombrada Jugadora de la semana por TopDrawerSoccer.com en noviembre de 2018.

## Carrera profesional

### Clubes islandeses
En abril de 2021, firmó un contrato profesional con el club islandés HK Kópavogur para jugar en el 1. deild karla.
 Anotó seis goles en 12 partidos. En 2022, se transfirió al club de la 2. deild karla Thróttur Reykjavík, donde fue internacional en 15 partidos de liga y en un partido de copa anotando nueve goles en total.

### Fenerbahçe
En octubre de 2022, Marcano se mudó a Turquía y firmó con el club Fenerbahçe SK con sede en Estambul para jugar en la Superliga femenina 2022-23. 

## Carrera internacional
Durante sus años de escuela secundaria, Marcano formó parte del grupo nacional de jugadoras sub-14 de EE. UU. y fue convocada para el campamento en agosto de 2011. En febrero de 2013, formó parte del campamento de la selección nacional femenina de fútbol sub-17 de EE. UU..